# Eenheidsbeweging-VNV
De Eenheidsbeweging-VNV was een politieke partij tijdens de Tweede Wereldoorlog in Vlaanderen.

## Ontstaan
Na de inval van de Duitsers in 1940 werd het politieke leven van België grondig hertekend. De regering vluchtte naar Frankrijk en later naar Groot-Brittannië. De koning bleef en werd politiek uitgeschakeld, tenzij als pasmunt. Verschillende partijen legden hun werking stil en sommigen uit die partijen maanden aan tot collaboratie, zoals Hendrik De Man van de Belgische Werkliedenpartij.
In die sfeer blijven er slechts een aantal politieke groeperingen bestaan: Verdinaso, Rex, VNV, ... Die bleven in het eerste oorlogsjaar behoorlijk marginaal: ze genoten nauwelijks steun van de bevolking en Hitler installeerde een militair bestuur in plaats van een burgerlijk bestuur. Hij passeerde daarmee de politieke groeperingen. Toch slaagde het VNV er in zijn ledenaantal te doen stijgen tot 50.000 in 1941.
Dit maakte het VNV tot de belangrijkste politieke groepering in Vlaanderen na het vacuüm van 1940. Nochtans hield Hitler de boot af en bleef bij het militaire bestuur. Dit genoodzaakte het VNV tot opbod om de Duitse bezetter te dwingen terdege rekening te houden met het VNV.
In Wallonië was Rex een nog marginalere partij die al helemaal niet in de gratie lag van het militaire bestuur onder Alexander von Falkenhausen. Ze was dan, in tegenstelling tot het VNV dat eerder aanleunde bij het militaire bestuur, ook eerder gericht op de SS van Himmler.
Een aantal verantwoordelijken besloot  in 1941 tot een compromis. In Château de La Fougeraie (Kasteel Wittouck) dewelke bezet werd door Léon Degrelle, de leider van Rex, in Ukkel, werd een akkoord getekend tussen het Verdinaso (dat na de dood van zijn leider Joris van Severen zieltogend was), Rex en het VNV. Er zouden slechts twee groeperingen meer zijn in België: de Eenheidsbeweging-VNV in Vlaanderen en Rex in Wallonië. Ze werden daarin gesteund door de Militärverwaltung van Falkenhausen.

## Effecten
Hiermee werd de confederalistische partijenstructuur die zo kenmerkend is voor de Belgische politiek ingevoerd. Er was slechts een aanspreekpunt voor Vlaanderen: het VNV. Hetzelfde gold voor Rex in Wallonië. Het VNV had Rex-Vlaanderen en de Vlaamse afdelingen van het Verdinaso opgeslokt, terwijl Rex de Waalse afdelingen van het Verdinaso kreeg.
Voor Léon Degrelle was dit een gelegenheid om de Duitsers te dwingen  met hen rekening te houden. Tot 1941 was Rex immers te marginaal om een rol te spelen. Als enige Belgische politieke groepering waren de Duitsers verplicht rekening te houden met Rex. Hetzelfde gold voor VNV, dat hiermee zijn machtspositie probeerde te versterken tegen door de Duitsers gefinancierde groepen als de Algemeene SS-Vlaanderen en de DeVlag. Deze groepen werden gesteund door de SS en in het perspectief van de wedijver tussen de militairen en de SS valt dit cadeau van de militairen aan het VNV te begrijpen.

## Naspel
Het VNV stond na de fusie in 1941 op het toppunt van zijn macht. Toen Hitler de oorlog verklaarde aan de Sovjet-Unie, brokkelde hun macht echter langzaam af ten voordele van de SS-organisaties die veel radicaler in de militaire collaboratie waren. Rex zou echter de omgekeerde evolutie ondergaan en pas na de opening van het Oostfront een belangrijke politieke factor worden. In 1944 was het VNV, zelfs als eenheidsbeweging, in een diepe crisis: door de dalende oorlogskansen, de uitblijvende resultaten, het afkalven van zijn ledenbestand en de totale afkeer van de bevolking was het een machteloze partij geworden. Ze werd uitgeschakeld toen Himmler koos voor de DeVlag om een burgerlijk bestuur in Vlaanderen te vormen.